# جون كوينسي آدامز الثاني
جون كوينسي آدامز الثاني (بالإنجليزية: John Quincy Adams II) (و. 1833 – 1894 م)هو محامي، وسياسي من الولايات المتحدة الأمريكية . ولد في بوسطن .تولى منصب عضو مجلس النواب ماساتشوستس .
وهو عضو في الحزب الجمهوري، والحزب الديمقراطي الأمريكي .
توفي في كوينسي، ماساتشوستس .

## التعليم
تعلم في جامعة هارفارد.